# Giải vô địch bóng đá nữ U-20 thế giới 2024
Giải vô địch bóng đá nữ U-20 thế giới 2024 (tiếng Anh: 2024 FIFA U-20 Women's World Cup, tiếng Tây Ban Nha: Copa Mundial Femenina Sub-20 de la FIFA Colombia 2024) là giải đấu lần thứ 11 của Giải vô địch bóng đá nữ U-20 thế giới, giải vô địch bóng đá trẻ quốc tế hai năm một lần dành cho nữ giữa các đội tuyển U-20 quốc gia của các liên đoàn thành viên thuộc FIFA. Giải đấu được FIFA nâng tổng số đội tuyển tham gia thành 24 đội thay vì 16 đội như trước đây.
Giải đấu được tổ chức tại Colombia từ ngày 31 tháng 8 cho đến ngày 22 tháng 9 năm 2024. Đây là lần thứ ba Colombia đăng cai tổ chức một giải đấu của FIFA sau Giải vô địch bóng đá U-20 thế giới 2011 và Giải vô địch bóng đá trong nhà thế giới 2016. Đây cũng lần đầu tiên Colombia đăng cai tổ chức một giải đấu bóng đá nữ của FIFA.
Tây Ban Nha là đương kim vô địch. Ngoài ra, Tây Ban Nha đang nắm giữ cả ba danh hiệu cao nhất của Giải vô địch bóng đá nữ (cấp độ đội tuyển quốc gia, U-20 và U-17) vào thời điểm diễn ra giải đấu. Nhưng sau đó đã bị loại sau khi thua Nhật Bản ở tứ kết, đội mà họ từng đối đầu trong hai trận chung kết trước đó.

## Lựa chọn chủ nhà
Colombia đã được công bố là nước chủ nhà của Giải vô địch bóng đá nữ U-20 thế giới 2024 sau khi cuộc họp của Hội đồng FIFA diễn ra vào ngày 25 tháng 6 năm 2023 tại Zürich, Thụy Sĩ.

## Mở rộng
Vào ngày 4 tháng 10 năm 2023, FIFA quyết định mở rộng giải đấu từ 16 đội lên 24 đội. Số suất tham dự được điều chỉnh tương tự như giải đấu của nam và được phân bổ như sau:
- AFC (Châu Á): 4 suất
- CAF (Châu Phi): 4 suất
- CONCACAF (Bắc Mỹ[note 1]): 4 suất
- CONMEBOL (Nam Mỹ): 5 suất (bao gồm nước chủ nhà Colombia)
- OFC (Châu Đại Dương): 2 suất
- UEFA (Châu Âu): 5 suất

## Các đội tuyển vượt qua vòng loại
Có tổng cộng có 24 đội giành quyền tham dự vòng chung kết. Ngoài Colombia được đặc cách tham dự với tư cách là đội chủ nhà, 23 đội còn lại đã vượt qua vòng loại từ sáu giải đấu cấp châu lục khác nhau.
| Liên đoàn                                 | Giải đấu vòng loại                                                    | Đội tuyển         | Số lần tham dự trước đây | Số lần tham dự trước đây | Số lần tham dự trước đây | Thành tích tốt nhất trước đó                   |
| Liên đoàn                                 | Giải đấu vòng loại                                                    | Đội tuyển         | Tổng cộng                | Lần đầu                  | Lần cuối                 | Thành tích tốt nhất trước đó                   |
| ----------------------------------------- | --------------------------------------------------------------------- | ----------------- | ------------------------ | ------------------------ | ------------------------ | ---------------------------------------------- |
| AFC (Châu Á) (4 đội tuyển)                | Cúp bóng đá U-20 nữ châu Á 2024                                       | Úc                | 5 lần                    | 2002                     | 2022                     | Tứ kết (2002, 2004)                            |
| AFC (Châu Á) (4 đội tuyển)                | Cúp bóng đá U-20 nữ châu Á 2024                                       | Nhật Bản          | 8 lần                    | 2002                     | 2022                     | Vô địch (2018)                                 |
| AFC (Châu Á) (4 đội tuyển)                | Cúp bóng đá U-20 nữ châu Á 2024                                       | CHDCND Triều Tiên | 8 lần                    | 2006                     | 2018                     | Vô địch (2006, 2016)                           |
| AFC (Châu Á) (4 đội tuyển)                | Cúp bóng đá U-20 nữ châu Á 2024                                       | Hàn Quốc          | 7 lần                    | 2004                     | 2022                     | Hạng ba (2010)                                 |
| CAF (Châu Phi) (4 đội tuyển)              | Vòng loại Giải vô địch bóng đá nữ U-20 thế giới khu vực châu Phi 2024 | Cameroon          | 1 lần                    | Lần đầu tham gia         | Lần đầu tham gia         | Không có                                       |
| CAF (Châu Phi) (4 đội tuyển)              | Vòng loại Giải vô địch bóng đá nữ U-20 thế giới khu vực châu Phi 2024 | Ghana             | 7 lần                    | 2010                     | 2022                     | Vòng bảng (2010, 2012, 2014, 2016, 2018, 2022) |
| CAF (Châu Phi) (4 đội tuyển)              | Vòng loại Giải vô địch bóng đá nữ U-20 thế giới khu vực châu Phi 2024 | Maroc             | 1 lần                    | Lần đầu tham gia         | Lần đầu tham gia         | Không có                                       |
| CAF (Châu Phi) (4 đội tuyển)              | Vòng loại Giải vô địch bóng đá nữ U-20 thế giới khu vực châu Phi 2024 | Nigeria           | 11 lần                   | 2002                     | 2022                     | Á quân (2010, 2014)                            |
| CONCACAF (Bắc Mỹ) (4 đội tuyển)           | Giải vô địch bóng đá nữ U-20 Bắc, Trung Mỹ và Caribe 2023             | Canada            | 9 lần                    | 2002                     | 2022                     | Á quân (2002)                                  |
| CONCACAF (Bắc Mỹ) (4 đội tuyển)           | Giải vô địch bóng đá nữ U-20 Bắc, Trung Mỹ và Caribe 2023             | Costa Rica        | 4 lần                    | 2010                     | 2022                     | Vòng bảng (2010, 2014, 2022)                   |
| CONCACAF (Bắc Mỹ) (4 đội tuyển)           | Giải vô địch bóng đá nữ U-20 Bắc, Trung Mỹ và Caribe 2023             | México            | 10 lần                   | 2002                     | 2022                     | Tứ kết (2010, 2012, 2016, 2022)                |
| CONCACAF (Bắc Mỹ) (4 đội tuyển)           | Giải vô địch bóng đá nữ U-20 Bắc, Trung Mỹ và Caribe 2023             | Hoa Kỳ            | 11 lần                   | 2002                     | 2022                     | Vô địch (2002, 2008, 2012)                     |
| CONMEBOL (Nam Mỹ) (Chủ nhà + 4 đội tuyển) | Nước chủ nhà                                                          | Colombia          | 3 lần                    | 2010                     | 2022                     | Hạng tư (2010)                                 |
| CONMEBOL (Nam Mỹ) (Chủ nhà + 4 đội tuyển) | Giải vô địch bóng đá nữ U-20 Nam Mỹ 2024                              | Argentina         | 4 lần                    | 2006                     | 2012                     | Vòng bảng (2006, 2008, 2012)                   |
| CONMEBOL (Nam Mỹ) (Chủ nhà + 4 đội tuyển) | Giải vô địch bóng đá nữ U-20 Nam Mỹ 2024                              | Brasil            | 11 lần                   | 2002                     | 2022                     | Hạng ba (2006, 2022)                           |
| CONMEBOL (Nam Mỹ) (Chủ nhà + 4 đội tuyển) | Giải vô địch bóng đá nữ U-20 Nam Mỹ 2024                              | Paraguay          | 3 lần                    | 2014                     | 2018                     | Vòng bảng (2014, 2018)                         |
| CONMEBOL (Nam Mỹ) (Chủ nhà + 4 đội tuyển) | Giải vô địch bóng đá nữ U-20 Nam Mỹ 2024                              | Venezuela         | 2 lần                    | 2016                     | 2016                     | Vòng bảng (2016)                               |
| OFC (Châu Đại Dương) (2 đội tuyển)        | Giải vô địch bóng đá nữ U-19 châu Đại Dương 2023                      | Fiji              | 1 lần                    | Lần đầu tham gia         | Lần đầu tham gia         | Không có                                       |
| OFC (Châu Đại Dương) (2 đội tuyển)        | Giải vô địch bóng đá nữ U-19 châu Đại Dương 2023                      | New Zealand       | 9 lần                    | 2006                     | 2022                     | Tứ kết (2014)                                  |
| UEFA (Châu Âu) (5 đội tuyển)              | Giải vô địch bóng đá nữ U-19 châu Âu 2023                             | Áo                | 1 lần                    | Lần đầu tham gia         | Lần đầu tham gia         | Không có                                       |
| UEFA (Châu Âu) (5 đội tuyển)              | Giải vô địch bóng đá nữ U-19 châu Âu 2023                             | Pháp              | 9 lần                    | 2002                     | 2022                     | Á quân (2016)                                  |
| UEFA (Châu Âu) (5 đội tuyển)              | Giải vô địch bóng đá nữ U-19 châu Âu 2023                             | Đức               | 11 lần                   | 2002                     | 2022                     | Vô địch (2004, 2010, 2014)                     |
| UEFA (Châu Âu) (5 đội tuyển)              | Giải vô địch bóng đá nữ U-19 châu Âu 2023                             | Hà Lan            | 3 lần                    | 2018                     | 2022                     | Hạng tư (2022)                                 |
| UEFA (Châu Âu) (5 đội tuyển)              | Giải vô địch bóng đá nữ U-19 châu Âu 2023                             | Tây Ban Nha       | 5 lần                    | 2004                     | 2022                     | Vô địch (2022)                                 |

1. ↑  Sau khi FIFA công bố mở rộng Giải vô địch bóng đá nữ U-20 thế giới 2024 lên 24 đội, Costa Rica đã giành được suất thứ tư với tư cách là đại diện của CONCACAF, suất tham dự lần này là nhờ vào thứ hạng của họ tại giải đấu vòng loại với hạng thứ tư chung cuộc.
2. ↑  Sau công bố về việc mở rộng Giải vô địch bóng đá nữ U-20 thế giới 2024 lên 24 đội. Fiji, đội đã về nhì chung cuộc tại giải đấu vòng  loại khu vực của mình, họ đã giành được suất tham dự thứ hai với tư cách là đại diện của OFC.
3. ↑  Sau công bố về việc mở rộng Giải vô địch bóng đá nữ U-20 thế giới 2024 lên 24 đội. UEFA quyết định tổ chức một trận play-off giữa Áo và Iceland, hai đội xếp hạng ba tại vòng bảng, trận đấu diễn ra vào ngày 4 tháng 12 năm 2023. Đội thắng cuộc trong trận play-off tranh hạng năm đủ điều kiện tham dự Giải vô địch bóng đá nữ U-20 thế giới 2024.[4]

## Địa điểm
Bogotá, Cali và Medellín là ba thành phố được chọn để đăng cai tổ chức giải đấu vào ngày 20 tháng 2 năm 2024.
Trong giải đấu này, Sân vận động Nemeio Camacho El Campín được FIFA gọi chính thức là "Sân vận động El Campín" và Sân vận động Metropolitano de Techo được gọi chính thức là "Sân vận động El Techo". Tên gốc của từng sân được hiển thị trong ngoặc kép.
| Bogotá                         | Bogotá                                                      |
| ------------------------------ | ----------------------------------------------------------- |
| Sân vận động El Campín         | Sân vận động El Techo (Sân vận động Metropolitano de Techo) |
| Sức chứa: 39,512               | Sức chứa: 10,000                                            |
|                                |                                                             |
| Medellín                       | Cali                                                        |
| Sân vận động Atanasio Girardot | Sân vận động Pascual Guerrero                               |
| Sức chứa: 44,826               | Sức chứa: 37,000                                            |
|                                |                                                             |

## Bốc thăm
Lễ bốc thăm chính thức diễn ra vào ngày 5 tháng 6 năm 2024 tại Hall 74 ở Bogotá. Các đội được phân nhóm dựa trên thành tích của họ trong 5 kỳ Giải vô địch bóng đá nữ U-20 thế giới trước đó, với 5 điểm thưởng được thêm vào cho các đội vô địch giải đấu vòng loại (trong chu kỳ này). Đội chủ nhà Colombia được tự động xếp hạt giống và được chỉ định vào vị trí A1. Trong quá trình bốc thăm, các đội từ cùng một liên đoàn không được xếp vào cùng một bảng ở vòng bảng.
| Nhóm 1                                                               | Nhóm 2                                                    | Nhóm 3                                                | Nhóm 4                                                |
| -------------------------------------------------------------------- | --------------------------------------------------------- | ----------------------------------------------------- | ----------------------------------------------------- |
| Colombia H · Tây Ban Nha · Nhật Bản · Pháp · CHDCND Triều Tiên · Đức | Nigeria · Brasil · México · Hoa Kỳ · Hà Lan · New Zealand | Hàn Quốc · Ghana · Canada · Úc · Paraguay · Argentina | Venezuela · Áo · Cameroon · Maroc · Costa Rica · Fiji |

## Đội hình
Những cầu thủ sinh trong khoảng thời gian từ ngày 1 tháng 1 năm 2004 đến ngày 31 tháng 12 năm 2008 đủ điều kiện tham gia giải đấu.

## Trọng tài
Lần đầu tiên trong một giải đấu bóng đá dành cho các đội tuyển quốc gia, hệ thống Football Video Support (FVS) được triển khai. Giải pháp mới này giúp đơn giản hóa hệ thống trợ lý trọng tài video (VAR).
Hệ thống FVS không cần các trợ lý trọng tài video trong trận đấu như hệ thống VAR. Thay vào đó, huấn luyện viên trưởng của mỗi đội được phép yêu cầu xem xét lại tình huống thông qua video. Số lần yêu cầu sử dụng FVS được giới hạn và chỉ được yêu cầu hai lần trong suốt thời gian thi đấu chính thức, với một lần bổ sung trong hiệp phụ. Nếu huấn luyện viên khiếu nại không thành công ở lần đầu yêu cầu, họ sẽ không được phép yêu cầu trọng tài xem xét thêm bất kỳ lần nào nữa.
Tổng cộng có 18 trọng tài chính, 36 trợ lý trọng tài và 4 trọng tài phụ đã được FIFA chính thức bổ nhiệm cho giải đấu vào ngày 19 tháng 6 năm 2024.
Ban đầu, Susanne Küng (Thụy Sĩ) và Andreia Ferreira (Bồ Đào Nha) được chọn tham gia điều hành giải đấu, nhưng sau đó họ lần lượt được thay thế bởi đồng hương của mình là Linda Schmid và Vanessa Gomes.
Hệ thống VAR chỉ được áp dụng cho trận tranh hạng ba và trận chung kết. Tên của cả hai trọng tài được chỉ định làm trợ lý trọng tài video của hai trận đấu cuối cùng được hiển thị bằng chữ in nghiêng.
| Liên đoàn | Trọng tài                                                                                   | Trợ lý trọng tài |
| --------- | ------------------------------------------------------------------------------------------- | --- |
| AFC       | Dong Fangyu Veronika Bernatskaia Oh Hyeon-jeong                                             | Bao Mengxiao Xie Lijun Ramina Tsoi Kim Kyoung-min Nuannid Donjangreed Supawan Hinthong                                                                  |
| CAF       | Akissi Konan Shahenda El-Maghrabi                                                           | Asma Feriel Ouahab Fidès Bangurambona Carine Atezambong Soukaina Hamdi                                                                                  |
| CONCACAF  | Astrid Gramajo Karen Hernández Crystal Sobers Natalie Simon                                 | Sherly Socop Iris Vail Elva Gutiérrez Jéssica Morales Carissa Douglas-Jacob Melissa Nicholas Meghan Mullen Kali Smith                                   |
| CONMEBOL  | Dione Rissios María Victoria Daza Marcelly Zambrano Anahí Fernández                         | Marcia Castillo Leslie Vásquez Eliana Ortiz Mayra Sánchez Stefanía Paguay Viviana Segura Belén Clavijo Daiana Fernández                                 |
| UEFA      | Ivana Martinčić Maria Sole Ferrieri Ivana Projkovska Iuliana Demetrescu Marta Huerta de Aza | Amina Gutschi Maja Petravić Camille Soriano Tiziana Trasciatti Vanessa Gomes Staša Špur Eliana Fernández Guadalupe Porras Linda Schmid Svitlana Grushko |

| Trọng tài phụ | Trọng tài phụ     |
| ------------- | ----------------- |
| AFC           | Casey Reibelt     |
| CAF           | Vincentia Amedome |
| CONCACAF      | Lizzet García     |
| CONMEBOL      | Susana Corella    |

## Vòng bảng
Lễ bốc thăm vòng bảng diễn ra vào ngày 5 tháng 6 năm 2024.
Tất cả các trận đấu diễn ra theo giờ địa phương, COT (UTC−5).
| Các tiêu chí vòng bảng |
| --- |
| Thứ hạng của các đội ở vòng bảng được xác định như sau: 1. Điểm có được trong tất cả các trận đấu vòng bảng; 2. Hiệu số bàn thắng bại trong tất cả các trận đấu vòng bảng; 3. Số bàn thắng ghi được trong tất cả các trận đấu vòng bảng; 4. Điểm có được trong các trận đấu vòng bảng giữa các đội liên quan; 5. Hiệu số bàn thắng bại trong các trận đấu vòng bảng giữa các đội liên quan; 6. Số bàn thắng ghi được trong các trận đấu vòng bảng giữa các đội liên quan; 7. Điểm kỷ luật trong tất cả các trận đấu vòng bảng (chỉ có thể bị trừ một điểm cho một cầu thủ trong một trận đấu): - Thẻ vàng thứ nhất: trừ 1 điểm; - Thẻ đỏ gián tiếp (thẻ vàng thứ hai): trừ 3 điểm; - Thẻ đỏ trực tiếp: trừ 4 điểm; - Thẻ vàng và thẻ đỏ trực tiếp: trừ 5 điểm; 8. Bốc thăm. |

### Bảng A
| VT | Đội          | ST | T | H | B | BT | BB | HS | Đ | Giành quyền tham dự     |
| -- | ------------ | -- | - | - | - | -- | -- | -- | - | ----------------------- |
| 1  | Colombia (H) | 3  | 3 | 0 | 0 | 4  | 0  | +4 | 9 | Vòng đấu loại trực tiếp |
| 2  | México       | 3  | 1 | 1 | 1 | 4  | 3  | +1 | 4 | Vòng đấu loại trực tiếp |
| 3  | Cameroon     | 3  | 1 | 1 | 1 | 4  | 3  | +1 | 4 | Vòng đấu loại trực tiếp |
| 4  | Úc           | 3  | 0 | 0 | 3 | 0  | 6  | −6 | 0 |                         |

1. 1 2  Điểm kỷ luật: México –2, Cameroon –6.

| Cameroon     | 2–2      | México                     |
| ------------ | -------- | -------------------------- |
| Eto 52', 85' | Chi tiết | - García 3' - Saldívar 40' |

| Colombia                     | 2–0      | Úc |
| ---------------------------- | -------- | -- |
| - Y. López 58' - Caicedo 76' | Chi tiết |    |

| México                      | 2–0      | Úc |
| --------------------------- | -------- | -- |
| - Servín 57' - Lomelí 90+1' | Chi tiết |    |

| Colombia  | 1–0      | Cameroon |
| --------- | -------- | -------- |
| Muñoz 68' | Chi tiết |          |

| México | 0–1      | Colombia       |
| ------ | -------- | -------------- |
|        | Chi tiết | Espitaleta 38' |

| Úc | 0–2      | Cameroon                     |
| -- | -------- | ---------------------------- |
|    | Chi tiết | - Toko Njoya 45+4' - Eto 61' |

### Bảng B
| VT | Đội    | ST | T | H | B | BT | BB | HS  | Đ | Giành quyền tham dự     |
| -- | ------ | -- | - | - | - | -- | -- | --- | - | ----------------------- |
| 1  | Brasil | 3  | 3 | 0 | 0 | 14 | 0  | +14 | 9 | Vòng đấu loại trực tiếp |
| 2  | Pháp   | 3  | 1 | 1 | 1 | 14 | 6  | +8  | 4 | Vòng đấu loại trực tiếp |
| 3  | Canada | 3  | 1 | 1 | 1 | 12 | 5  | +7  | 4 | Vòng đấu loại trực tiếp |
| 4  | Fiji   | 3  | 0 | 0 | 3 | 0  | 29 | −29 | 0 |                         |

| Pháp                             | 3–3      | Canada                                 |
| -------------------------------- | -------- | -------------------------------------- |
| - Scannapiéco 8', 49' - Diaz 67' | Chi tiết | - Rose 4' - Markesini 22' - Chukwu 84' |

| Brasil | 9–0      | Fiji |
| --- | -------- | ---- |
| - Lara 4' - Vitória Amaral 9', 24' - Vendito 27', 28' - Priscila 49' (ph.đ.) - Milena 77' - Fernanda 82' - Gisele 86' | Chi tiết |      |

| Pháp | 0–3      | Brasil                           |
| ---- | -------- | -------------------------------- |
|      | Chi tiết | - Vendito 7', 19' - Priscila 75' |

| Fiji | 0–9      | Canada                                                                             |
| ---- | -------- | ---------------------------------------------------------------------------------- |
|      | Chi tiết | - Smith 7', 28' - Chukwu 24', 34', 41' - Briggs 32', 35' - Ottey 54' - McBride 67' |

| Fiji | 0–11     | Pháp |
| ---- | -------- | --- |
|      | Chi tiết | - Lejeune 2' - Joseph 10', 45+3', 55', 80' - Neller 14' - Rekha 15' (l.n.) - Haugou 41' (ph.đ.) - Scannapiéco 49', 54' - Mé. Mendy 90+5' (ph.đ.) |

| Canada | 0–2      | Brasil                      |
| ------ | -------- | --------------------------- |
|        | Chi tiết | - Vendito 35' - Carol 90+9' |

### Bảng C
| VT | Đội         | ST | T | H | B | BT | BB | HS | Đ | Giành quyền tham dự     |
| -- | ----------- | -- | - | - | - | -- | -- | -- | - | ----------------------- |
| 1  | Tây Ban Nha | 3  | 3 | 0 | 0 | 5  | 0  | +5 | 9 | Vòng đấu loại trực tiếp |
| 2  | Hoa Kỳ      | 3  | 2 | 0 | 1 | 9  | 1  | +8 | 6 | Vòng đấu loại trực tiếp |
| 3  | Paraguay    | 3  | 1 | 0 | 2 | 2  | 9  | −7 | 3 |                         |
| 4  | Maroc       | 3  | 0 | 0 | 3 | 0  | 6  | −6 | 0 |                         |

| Tây Ban Nha | 1–0      | Hoa Kỳ |
| ----------- | -------- | ------ |
| Enrique 8'  | Chi tiết |        |

| Paraguay                | 2–0      | Maroc |
| ----------------------- | -------- | ----- |
| Acosta 37', 56' (ph.đ.) | Chi tiết |       |

| Tây Ban Nha      | 2–0      | Paraguay |
| ---------------- | -------- | -------- |
| Amezaga 20', 37' | Chi tiết |          |

| Maroc | 0–2      | Hoa Kỳ                          |
| ----- | -------- | ------------------------------- |
|       | Chi tiết | - McCormack 48' - Dahlien 90+6' |

| Maroc | 0–2      | Tây Ban Nha               |
| ----- | -------- | ------------------------- |
|       | Chi tiết | - Aparicio 5' - Moral 89' |

| Hoa Kỳ                                                                            | 7–0      | Paraguay |
| --------------------------------------------------------------------------------- | -------- | -------- |
| - Tordin 10', 12', 67' - Thompson 29' - McCormack 44' - Sentnor 52' - Dahlien 83' | Chi tiết |          |

### Bảng D
| VT | Đội       | ST | T | H | B | BT | BB | HS | Đ | Giành quyền tham dự     |
| -- | --------- | -- | - | - | - | -- | -- | -- | - | ----------------------- |
| 1  | Đức       | 3  | 2 | 0 | 1 | 8  | 4  | +4 | 6 | Vòng đấu loại trực tiếp |
| 2  | Nigeria   | 3  | 2 | 0 | 1 | 6  | 3  | +3 | 6 | Vòng đấu loại trực tiếp |
| 3  | Hàn Quốc  | 3  | 1 | 1 | 1 | 1  | 1  | 0  | 4 | Vòng đấu loại trực tiếp |
| 4  | Venezuela | 3  | 0 | 1 | 2 | 2  | 9  | −7 | 1 |                         |

| Đức                                                                    | 5–2      | Venezuela                             |
| ---------------------------------------------------------------------- | -------- | ------------------------------------- |
| - Steiner 15' - Bender 38' (ph.đ.), 45+6' - Nachtigall 44' - Zicai 56' | Chi tiết | - Adamczyk 43' (l.n.) - Apóstol 90+5' |

| Nigeria       | 1–0      | Hàn Quốc |
| ------------- | -------- | -------- |
| Sabastine 86' | Chi tiết |          |

| Đức                                       | 3–1      | Nigeria        |
| ----------------------------------------- | -------- | -------------- |
| - Şehitler 17' - Zdebel 61' - Ernst 90+3' | Chi tiết | Okwuchukwu 50' |

| Hàn Quốc | 0–0      | Venezuela |
| -------- | -------- | --------- |
|          | Chi tiết |           |

| Hàn Quốc           | 1–0      | Đức |
| ------------------ | -------- | --- |
| Park Soo-jeong 22' | Chi tiết |     |

| Venezuela | 0–4      | Nigeria                                                        |
| --------- | -------- | -------------------------------------------------------------- |
|           | Chi tiết | - Bello 16' - Okwuchukwu 28' - Sabastine 45+5' - Igbokwe 90+4' |

### Bảng E
| VT | Đội         | ST | T | H | B | BT | BB | HS  | Đ | Giành quyền tham dự     |
| -- | ----------- | -- | - | - | - | -- | -- | --- | - | ----------------------- |
| 1  | Nhật Bản    | 3  | 3 | 0 | 0 | 13 | 1  | +12 | 9 | Vòng đấu loại trực tiếp |
| 2  | Áo          | 3  | 2 | 0 | 1 | 5  | 4  | +1  | 6 | Vòng đấu loại trực tiếp |
| 3  | Ghana       | 3  | 1 | 0 | 2 | 5  | 7  | −2  | 3 |                         |
| 4  | New Zealand | 3  | 0 | 0 | 3 | 2  | 13 | −11 | 0 |                         |

| Ghana          | 1–2      | Áo                                    |
| -------------- | -------- | ------------------------------------- |
| Nyamekye 90+1' | Chi tiết | - Fankhauser 12' - Ojukwu 71' (ph.đ.) |

| Nhật Bản                                                                     | 7–0      | New Zealand |
| ---------------------------------------------------------------------------- | -------- | ----------- |
| - Hijikata 16', 38' - Sasai 41', 90+1' - Oyama 45' - Koyama 60' - Hayama 75' | Chi tiết |             |

| Nhật Bản                                                   | 4–1      | Ghana                |
| ---------------------------------------------------------- | -------- | -------------------- |
| - Sasai 45' - Matsukubo 45+6' - Hayama 50' - Matsunaga 90' | Chi tiết | Nyamekye 83' (ph.đ.) |

| Áo                            | 3–1      | New Zealand |
| ----------------------------- | -------- | ----------- |
| - Gutmann 10', 15' - Mädl 67' | Chi tiết | Clegg 90'   |

| Áo | 0–2      | Nhật Bản          |
| -- | -------- | ----------------- |
|    | Chi tiết | Hijikata 38', 79' |

| New Zealand | 1–3      | Ghana                           |
| ----------- | -------- | ------------------------------- |
| Elliott 64' | Chi tiết | - Abdulai 59', 72' - Twum 90+6' |

### Bảng F
| VT | Đội               | ST | T | H | B | BT | BB | HS  | Đ | Giành quyền tham dự     |
| -- | ----------------- | -- | - | - | - | -- | -- | --- | - | ----------------------- |
| 1  | CHDCND Triều Tiên | 3  | 3 | 0 | 0 | 17 | 2  | +15 | 9 | Vòng đấu loại trực tiếp |
| 2  | Hà Lan            | 3  | 1 | 1 | 1 | 5  | 5  | 0   | 4 | Vòng đấu loại trực tiếp |
| 3  | Argentina         | 3  | 1 | 1 | 1 | 6  | 9  | −3  | 4 | Vòng đấu loại trực tiếp |
| 4  | Costa Rica        | 3  | 0 | 0 | 3 | 0  | 12 | −12 | 0 |                         |

| CHDCND Triều Tiên | 6–2      | Argentina        |
| --- | -------- | ---------------- |
| - Pak Mi-ryong 6' - Jon Ryong-jong 10' - Aprile 45+2' (l.n.) - Sin Hyang 47' - Choe Il-son 75' - Choe Kang-ryon 90+2' | Chi tiết | Núñez 45+5', 82' |

| Costa Rica | 0–2      | Hà Lan                            |
| ---------- | -------- | --------------------------------- |
|            | Chi tiết | - Buurman 24' - Oude Elberink 76' |

| CHDCND Triều Tiên | 9–0      | Costa Rica |
| --- | -------- | ---------- |
| - Benavides 6' (l.n.) - Chae Un-yong 8' - Choe Il-son 28', 34' - Pak Mi-ryong 43' - Kim Song-gyong 49', 55' - Jong Kum 69' - Choe Kang-ryon 85' | Chi tiết |            |

| Hà Lan                                         | 3–3      | Argentina                            |
| ---------------------------------------------- | -------- | ------------------------------------ |
| - Buurman 16' - Van Egmond 38' - Lacroix 45+2' | Chi tiết | - Domínguez 43' - Rodríguez 48', 71' |

| Hà Lan | 0–2      | CHDCND Triều Tiên                  |
| ------ | -------- | ---------------------------------- |
|        | Chi tiết | - Choe Il-son 45+2' - Jong Kum 64' |

| Argentina | 1–0      | Costa Rica |
| --------- | -------- | ---------- |
| Núñez 18' | Chi tiết |            |

### Xếp hạng các đội xếp thứ ba
Bốn đội tuyển có thành tích tốt nhất trong số các đội xếp thứ ba ở sáu bảng đấu sẽ giành quyền vào vòng đấu loại trực tiếp cùng với sáu đội nhất bảng và sáu đội nhì bảng.
| VT | Bg | Đội       | ST | T | H | B | BT | BB | HS | Đ | Giành quyền tham dự     |
| -- | -- | --------- | -- | - | - | - | -- | -- | -- | - | ----------------------- |
| 1  | B  | Canada    | 3  | 1 | 1 | 1 | 12 | 5  | +7 | 4 | Vòng đấu loại trực tiếp |
| 2  | A  | Cameroon  | 3  | 1 | 1 | 1 | 4  | 3  | +1 | 4 | Vòng đấu loại trực tiếp |
| 3  | D  | Hàn Quốc  | 3  | 1 | 1 | 1 | 1  | 1  | 0  | 4 | Vòng đấu loại trực tiếp |
| 4  | F  | Argentina | 3  | 1 | 1 | 1 | 6  | 9  | −3 | 4 | Vòng đấu loại trực tiếp |
| 5  | E  | Ghana     | 3  | 1 | 0 | 2 | 5  | 7  | −2 | 3 |                         |
| 6  | C  | Paraguay  | 3  | 1 | 0 | 2 | 2  | 9  | −7 | 3 |                         |

## Vòng đấu loại trực tiếp
Ở vòng đấu loại trực tiếp, nếu một trận đấu kết thúc với tỷ số hòa sau thời gian thi đấu chính thức, hai hiệp phụ (mỗi hiệp 15 phút) sẽ được diễn ra, và nếu cần thiết, loạt sút luân lưu sẽ được thực hiện để xác định đội chiến thắng.
Sự phân chia các cặp đấu tại vòng 16 đội
Phân cặp liên quan đến các đội tuyển xếp thứ ba phụ thuộc vào 4 đội xếp thứ ba lọt vào vòng 16 đội:
| Các đội xếp thứ ba đủ điều kiện từ các bảng | Các đội xếp thứ ba đủ điều kiện từ các bảng | Các đội xếp thứ ba đủ điều kiện từ các bảng | Các đội xếp thứ ba đủ điều kiện từ các bảng | Các đội xếp thứ ba đủ điều kiện từ các bảng | Các đội xếp thứ ba đủ điều kiện từ các bảng |    | 1A vs | 1B vs | 1C vs | 1D vs |
| ------------------------------------------- | ------------------------------------------- | ------------------------------------------- | ------------------------------------------- | ------------------------------------------- | ------------------------------------------- | -- | ----- | ----- | ----- | ----- |
| A                                           | B                                           | C                                           | D                                           |                                             |                                             | 3C | 3D    | 3A    | 3B    |       |
| A                                           | B                                           | C                                           |                                             | E                                           |                                             | 3C | 3A    | 3B    | 3E    |       |
| A                                           | B                                           | C                                           |                                             |                                             | F                                           | 3C | 3A    | 3B    | 3F    |       |
| A                                           | B                                           |                                             | D                                           | E                                           |                                             | 3D | 3A    | 3B    | 3E    |       |
| A                                           | B                                           |                                             | D                                           |                                             | F                                           | 3D | 3A    | 3B    | 3F    |       |
| A                                           | B                                           |                                             |                                             | E                                           | F                                           | 3E | 3A    | 3B    | 3F    |       |
| A                                           |                                             | C                                           | D                                           | E                                           |                                             | 3C | 3D    | 3A    | 3E    |       |
| A                                           |                                             | C                                           | D                                           |                                             | F                                           | 3C | 3D    | 3A    | 3F    |       |
| A                                           |                                             | C                                           |                                             | E                                           | F                                           | 3C | 3A    | 3F    | 3E    |       |
| A                                           |                                             |                                             | D                                           | E                                           | F                                           | 3D | 3A    | 3F    | 3E    |       |
|                                             | B                                           | C                                           | D                                           | E                                           |                                             | 3C | 3D    | 3B    | 3E    |       |
|                                             | B                                           | C                                           | D                                           |                                             | F                                           | 3C | 3D    | 3B    | 3F    |       |
|                                             | B                                           | C                                           |                                             | E                                           | F                                           | 3E | 3C    | 3B    | 3F    |       |
|                                             | B                                           |                                             | D                                           | E                                           | F                                           | 3E | 3D    | 3B    | 3F    |       |
|                                             |                                             | C                                           | D                                           | E                                           | F                                           | 3C | 3D    | 3F    | 3E    |       |

### Sơ đồ
|  | Vòng 16 đội                  | Vòng 16 đội           |                              |       | Tứ kết          | Tứ kết        |                              |                              | Bán kết | Bán kết |  |  | Chung kết | Chung kết |
|  |                              |                       |                              |       |                 |               |                              |                              |         |         |  |  |           |           |
|  | 11 tháng 9 – Bogotá (Campín) |                       |                              |       |                 |               |                              |                              |         |         |  |  |           |           |
|  |                              |                       |                              |       |                 |               |                              |                              |         |         |  |  |           |           |
|  | México                       | 2                     |                              |       |                 |               |                              |                              |         |         |  |  |           |           |
|  | México                       | 2                     | 15 tháng 9 – Cali            |       |                 |               |                              |                              |         |         |  |  |           |           |
|  | Hoa Kỳ (s.h.p.)              | 3                     |                              |       |                 |               |                              |                              |         |         |  |  |           |           |
|  | Hoa Kỳ (s.h.p.)              | 3                     | Hoa Kỳ (p)                   | 2 (3) |                 |               |                              |                              |         |         |  |  |           |           |
|  | 12 tháng 9 – Bogotá (Techo)  |                       | Hoa Kỳ (p)                   | 2 (3) |                 |               |                              |                              |         |         |  |  |           |           |
|  |                              | Đức                   | 2 (1)                        |       |                 |               |                              |                              |         |         |  |  |           |           |
|  | Đức                          | Đức                   | 2 (1)                        | 5     |                 |               |                              |                              |         |         |  |  |           |           |
|  | Đức                          |                       | 18 tháng 9 – Cali            | 5     |                 |               |                              |                              |         |         |  |  |           |           |
|  | Argentina                    | 1                     |                              |       |                 |               |                              |                              |         |         |  |  |           |           |
|  | Argentina                    | 1                     | Hoa Kỳ                       | 0     |                 |               |                              |                              |         |         |  |  |           |           |
|  | 11 tháng 9 – Bogotá (Campín) |                       | Hoa Kỳ                       | 0     |                 |               |                              |                              |         |         |  |  |           |           |
|  |                              | CHDCND Triều Tiên     | 1                            |       |                 |               |                              |                              |         |         |  |  |           |           |
|  | Brasil (s.h.p.)              | CHDCND Triều Tiên     | 1                            | 3     |                 |               |                              |                              |         |         |  |  |           |           |
|  | Brasil (s.h.p.)              | 15 tháng 9 – Medellín |                              | 3     |                 |               |                              |                              |         |         |  |  |           |           |
|  | Cameroon                     | 1                     |                              |       |                 |               |                              |                              |         |         |  |  |           |           |
|  | Cameroon                     | 1                     | Brasil                       | 0     |                 |               |                              |                              |         |         |  |  |           |           |
|  | 12 tháng 9 – Medellín        |                       | Brasil                       | 0     |                 |               |                              |                              |         |         |  |  |           |           |
|  |                              | CHDCND Triều Tiên     | 1                            |       |                 |               |                              |                              |         |         |  |  |           |           |
|  | CHDCND Triều Tiên            | CHDCND Triều Tiên     | 1                            | 5     |                 |               |                              |                              |         |         |  |  |           |           |
|  | CHDCND Triều Tiên            |                       | 22 tháng 9 – Bogotá (Campín) | 5     |                 |               |                              |                              |         |         |  |  |           |           |
|  | Áo                           | 2                     |                              |       |                 |               |                              |                              |         |         |  |  |           |           |
|  | Áo                           | 2                     | CHDCND Triều Tiên            | 1     |                 |               |                              |                              |         |         |  |  |           |           |
|  | 12 tháng 9 – Bogotá (Techo)  |                       | CHDCND Triều Tiên            | 1     |                 |               |                              |                              |         |         |  |  |           |           |
|  |                              | Nhật Bản              | 0                            |       |                 |               |                              |                              |         |         |  |  |           |           |
|  | Nhật Bản                     | Nhật Bản              | 0                            | 2     |                 |               |                              |                              |         |         |  |  |           |           |
|  | Nhật Bản                     | 15 tháng 9 – Medellín |                              | 2     |                 |               |                              |                              |         |         |  |  |           |           |
|  | Nigeria                      | 1                     |                              |       |                 |               |                              |                              |         |         |  |  |           |           |
|  | Nigeria                      | 1                     | Nhật Bản (s.h.p.)            | 1     |                 |               |                              |                              |         |         |  |  |           |           |
|  | 11 tháng 9 – Cali            |                       | Nhật Bản (s.h.p.)            | 1     |                 |               |                              |                              |         |         |  |  |           |           |
|  |                              | Tây Ban Nha           | 0                            |       |                 |               |                              |                              |         |         |  |  |           |           |
|  | Tây Ban Nha                  | Tây Ban Nha           | 0                            | 2     |                 |               |                              |                              |         |         |  |  |           |           |
|  | Tây Ban Nha                  |                       | 18 tháng 9 – Cali            | 2     |                 |               |                              |                              |         |         |  |  |           |           |
|  | Canada                       | 1                     |                              |       |                 |               |                              |                              |         |         |  |  |           |           |
|  | Canada                       | 1                     | Nhật Bản                     | 2     |                 |               |                              |                              |         |         |  |  |           |           |
|  | 12 tháng 9 – Medellín        |                       | Nhật Bản                     | 2     |                 |               |                              |                              |         |         |  |  |           |           |
|  |                              | Hà Lan                | 0                            |       | Tranh hạng ba   | Tranh hạng ba |                              |                              |         |         |  |  |           |           |
|  | Pháp                         | Hà Lan                | 0                            | 1     | Tranh hạng ba   | Tranh hạng ba |                              |                              |         |         |  |  |           |           |
|  | Pháp                         | 15 tháng 9 – Cali     | 15 tháng 9 – Cali            | 1     |                 |               | 21 tháng 9 – Bogotá (Campín) | 21 tháng 9 – Bogotá (Campín) |         |         |  |  |           |           |
|  | Hà Lan (s.h.p.)              | 15 tháng 9 – Cali     | 15 tháng 9 – Cali            | 2     |                 |               | 21 tháng 9 – Bogotá (Campín) | 21 tháng 9 – Bogotá (Campín) |         |         |  |  |           |           |
|  | Hà Lan (s.h.p.)              | Hà Lan (p)            | 2 (3)                        | 2     | Hoa Kỳ (s.h.p.) | 2             |                              |                              |         |         |  |  |           |           |
|  | 11 tháng 9 – Cali            | Hà Lan (p)            | 2 (3)                        |       | Hoa Kỳ (s.h.p.) | 2             |                              |                              |         |         |  |  |           |           |
|  |                              | Colombia              | 2 (0)                        |       | Hà Lan          | 1             |                              |                              |         |         |  |  |           |           |
|  | Colombia                     | Colombia              | 2 (0)                        | 1     | Hà Lan          | 1             |                              |                              |         |         |  |  |           |           |
|  | Colombia                     |                       |                              | 1     |                 |               |                              |                              |         |         |  |  |           |           |
|  | Hàn Quốc                     | 0                     |                              |       |                 |               |                              |                              |         |         |  |  |           |           |
|  | Hàn Quốc                     | 0                     |                              |       |                 |               |                              |                              |         |         |  |  |           |           |

### Vòng 16 đội
| Brasil                                       | 3–1 (s.h.p.) | Cameroon |
| -------------------------------------------- | ------------ | -------- |
| - Priscila 35' (ph.đ.) - Dudinha 91', 120+4' | Chi tiết     | Eto 22'  |

| Tây Ban Nha                | 2–1      | Canada     |
| -------------------------- | -------- | ---------- |
| - Amezaga 65' - Lloris 81' | Chi tiết | Jourde 63' |

| México                              | 2–3 (s.h.p.) | Hoa Kỳ                                  |
| ----------------------------------- | ------------ | --------------------------------------- |
| - Vargas 22' - Gilchrist 39' (l.n.) | Chi tiết     | - Tordin 10' - Sentnor 27' - Dudley 97' |

| Colombia    | 1–0      | Hàn Quốc |
| ----------- | -------- | -------- |
| Caicedo 64' | Chi tiết |          |

| Đức                                                        | 5–1      | Argentina    |
| ---------------------------------------------------------- | -------- | ------------ |
| - Janzen 6' - Nachtigall 24', 37' - Bender 26' - Zicai 69' | Chi tiết | Lombardi 43' |

| CHDCND Triều Tiên                                                             | 5–2      | Áo                                    |
| ----------------------------------------------------------------------------- | -------- | ------------------------------------- |
| - Sin Hyang 3', 37' - Kim Kang-mi 53' - Chae Un-yong 74' - Pak Mi-ryong 90+2' | Chi tiết | - Mädl 11' - Han Hong-ryon 63' (l.n.) |

| Nhật Bản                       | 2–1      | Nigeria         |
| ------------------------------ | -------- | --------------- |
| - Matsunaga 33' - Hijikata 65' | Chi tiết | Shobowale 90+1' |

| Pháp        | 1–2 (s.h.p.) | Hà Lan                          |
| ----------- | ------------ | ------------------------------- |
| Mossard 33' | Chi tiết     | - Van Beijeren 59' - Stoit 103' |

### Tứ kết
| Brasil | 0–1      | CHDCND Triều Tiên |
| ------ | -------- | ----------------- |
|        | Chi tiết | Chae Un-yong 49'  |

| Hà Lan                         | 2–2 (s.h.p.) | Colombia                       |
| ------------------------------ | ------------ | ------------------------------ |
| - Stoit 37' - Weiman 85'       | Chi tiết     | Torres 14', 63'                |
| Loạt sút luân lưu              |              |                                |
| - De Ridder - Kroese - Buikema | 3–0          | - Rodríguez - Osorio - Ortegón |

| Nhật Bản    | 1–0 (s.h.p.) | Tây Ban Nha |
| ----------- | ------------ | ----------- |
| Yoneda 102' | Chi tiết     |             |

| Hoa Kỳ                             | 2–2 (s.h.p.) | Đức                                 |
| ---------------------------------- | ------------ | ----------------------------------- |
| - Dudley 90+8' - Veit 90+9' (l.n.) | Chi tiết     | - Zicai 61' (ph.đ.) - Bender 90+2'  |
| Loạt sút luân lưu                  |              |                                     |
| - Sentnor - Klenke - Jackson       | 3–1          | - Veit - Platner - Diehm - Şehitler |

### Bán kết
| Hoa Kỳ | 0–1      | CHDCND Triều Tiên |
| ------ | -------- | ----------------- |
|        | Chi tiết | Choe Il-son 22'   |

| Nhật Bản           | 2–0      | Hà Lan |
| ------------------ | -------- | ------ |
| Matsukubo 55', 83' | Chi tiết |        |

### Tranh hạng ba
| Hoa Kỳ                              | 2–1 (s.h.p.) | Hà Lan      |
| ----------------------------------- | ------------ | ----------- |
| - Sentnor 10' - Buikema 119' (l.n.) | Chi tiết     | Lacroix 26' |

### Chung kết
| CHDCND Triều Tiên | 1–0      | Nhật Bản |
| ----------------- | -------- | -------- |
| Choe Il-son 15'   | Chi tiết |          |

| Giải vô địch bóng đá nữ U-20 thế giới 2024 |
| ------------------------------------------ |
| · CHDCND Triều Tiên · Lần thứ 3            |

## Giải thưởng
Dưới đây là các hạng mục giải thưởng đã được trao trong giải đấu:
| Quả bóng vàng        | Quả bóng bạc                             | Quả bóng đồng                            |
| -------------------- | ---------------------------------------- | ---------------------------------------- |
| Choe Il-son          | Manaka Matsukubo                         | Ally Sentnor                             |
| Chiếc giày vàng      | Chiếc giày bạc                           | Chiếc giày đồng                          |
| Choe Il-son          | Vendito                                  | Maya Hijikata                            |
| 6 bàn thắng          | 5 bàn thắng, 1 kiến tạo 404 phút thi đấu | 5 bàn thắng, 1 kiến tạo 590 phút thi đấu |
| Găng tay vàng        |                                          |                                          |
| Femke Liefting       |                                          |                                          |
| Giải phong cách FIFA |                                          |                                          |
| Nhật Bản             |                                          |                                          |

## Cầu thủ ghi bàn
Đã có 187 bàn thắng ghi được trong 52 trận đấu, trung bình 3.6 bàn thắng mỗi trận đấu.
6 bàn thắng
- Choe Il-son

5 bàn thắng
- Vendito
- Hijikata Maya

4 bàn thắng
- Naomi Eto
- Annabelle Chukwu
- Liana Joseph
- Dona Scannapiéco
- Loreen Bender [de]
- Pietra Tordin

3 bàn thắng
- Kishi Núñez [es]
- Priscila
- Sophie Nachtigall [de]
- Cora Zicai
- Matsukubo Manaka
- Sasai Chinari [ja]
- Chae Un-yong
- Pak Mi-ryong
- Sin Hyang
- Jone Amezaga
- Ally Sentnor

2 bàn thắng
- Serena Rodríguez
- Sarah Gutmann
- Valentina Mädl
- Dudinha
- Vitória Amaral
- Kayla Briggs
- Olivia Smith
- Linda Caicedo
- Karla Torres [es]
- Salamatu Abdulai
- Stella Nyamekye
- Hayama Miku [ja]
- Matsunaga Miyu [ja]
- Veerle Buurman [nl]
- Robine Lacroix [nl]
- Fleur Stoit [nl]
- Chiamaka Okwuchukwu
- Flourish Sabastine
- Choe Kang-ryon
- Jong Kum
- Kim Song-gyong
- Fátima Acosta
- Maddie Dahlien
- Jordynn Dudley
- Yuna McCormack

1 bàn thắng
- Sofía Domínguez [es]
- Delfina Lombardi [es]
- Hannah Fankhauser
- Nicole Ojukwu
- Carol
- Fernanda
- Gisele
- Lara
- Milena
- Achta Toko Njoya
- Florianne Jourde
- Zoe Markesini
- Ella McBride
- Ella Ottey
- Nyah Rose
- Mary Espitaleta
- Yunaira López
- Yésica Muñoz [es]
- Hillary Diaz
- Pauline Haugou
- Romane Lejeune
- Mélinda Mendy
- Juliette Mossard
- Chloé Neller
- Sarah Ernst
- Mathilde Janzen [de]
- Alara Şehitler [de]
- Marie Steiner [de]
- Sofie Zdebel
- Tracey Twum
- Koyama Shinomi [ja]
- Oyama Aemu
- Yoneda Hiromi [ja]
- Paola García
- Alejandra Lomelí
- Montserrat Saldívar
- Fátima Servín
- Valerie Vargas
- Eva Oude Elberink [nl]
- Jet van Beijeren [nl]
- Bo van Egmond [nl]
- Inske Weiman [nl]
- Milly Clegg
- Manaia Elliott
- Amina Bello
- Joy Igbokwe
- Olushola Shobowale
- Jon Ryong-jong
- Kim Kang-mi
- Park Soo-jeong
- Nahia Aparicio [es]
- Olaya Enrique [de]
- Silvia Lloris
- Lucía Moral
- Gisele Thompson
- Floriangel Apóstol

1 bàn phản lưới nhà
- Paulina Aprile (trong trận gặp Triều Tiên)
- Saray Benavides (trong trận gặp Triều Tiên)
- Angeline Rekha (trong trận gặp Pháp)
- Rebecca Adamczyk (trong trận gặp Venezuela)
- Jella Veit [de] (trong trận gặp Hoa Kỳ)
- Nayomi Buikema [nl] (trong trận gặp Hoa Kỳ)
- Han Hong-ryon (trong trận gặp Áo)
- Heather Gilchrist (trong trận gặp México)

## Tiếp thị

### Biểu trưng
Biểu trưng chính thức được công bố vào ngày 8 tháng 4 năm 2024. Theo trang web của FIFA:
...Thiết kế sống động này lấy cảm hứng từ thiên nhiên và màu sắc tuyệt đẹp của quốc gia chủ nhà Colombia cũng như vai trò cơ bản của giải đấu trong việc đào tạo nên những Ngôi sao Bóng đá Tương lai.
Sử dụng dòng sông Caño Cristales độc đáo và mang tính biểu tượng của quốc gia Nam Mỹ này, có biệt danh là 'Cầu vồng lỏng', làm chủ đề chính của thiết kế, biểu tượng của giải đấu cũng có màu vàng, xanh lam và đỏ của quốc kỳ Colombia để tạo nên sự phản chiếu hoàn hảo của chủ nhà giải đấu và chính giải đấu.

### Bài hát chủ đề
Bài hát chủ đề chính thức của giải đấu được tiết lộ vào ngày 16 tháng 8 với tựa đề "Aheh-Aheh" (đôi khi được viết hoa) do các nghệ sĩ người Colombia Nath và Ysa C thể hiện.

### Linh vật
Linh vật chính thức của giải đấu được đặt tên là "Kinti". Linh vật này đại diện cho sự đa dạng sinh học của đất nước và được tạo hình theo hình dạng của một chú chim ruồi. Được công bố vào ngày 23 tháng 5 năm 2024 tại Vườn bách thảo Medellín.